# Sistema de baliza de aproximación ciega
El Sistema de baliza de aproximación ciega o sistema de baliza de aproximación de haz (BABS) conocido como Blind Approach Beacon System en inglés, es un sistema de aterrizaje por radar automático desarrollado a principios de la década de 1940.

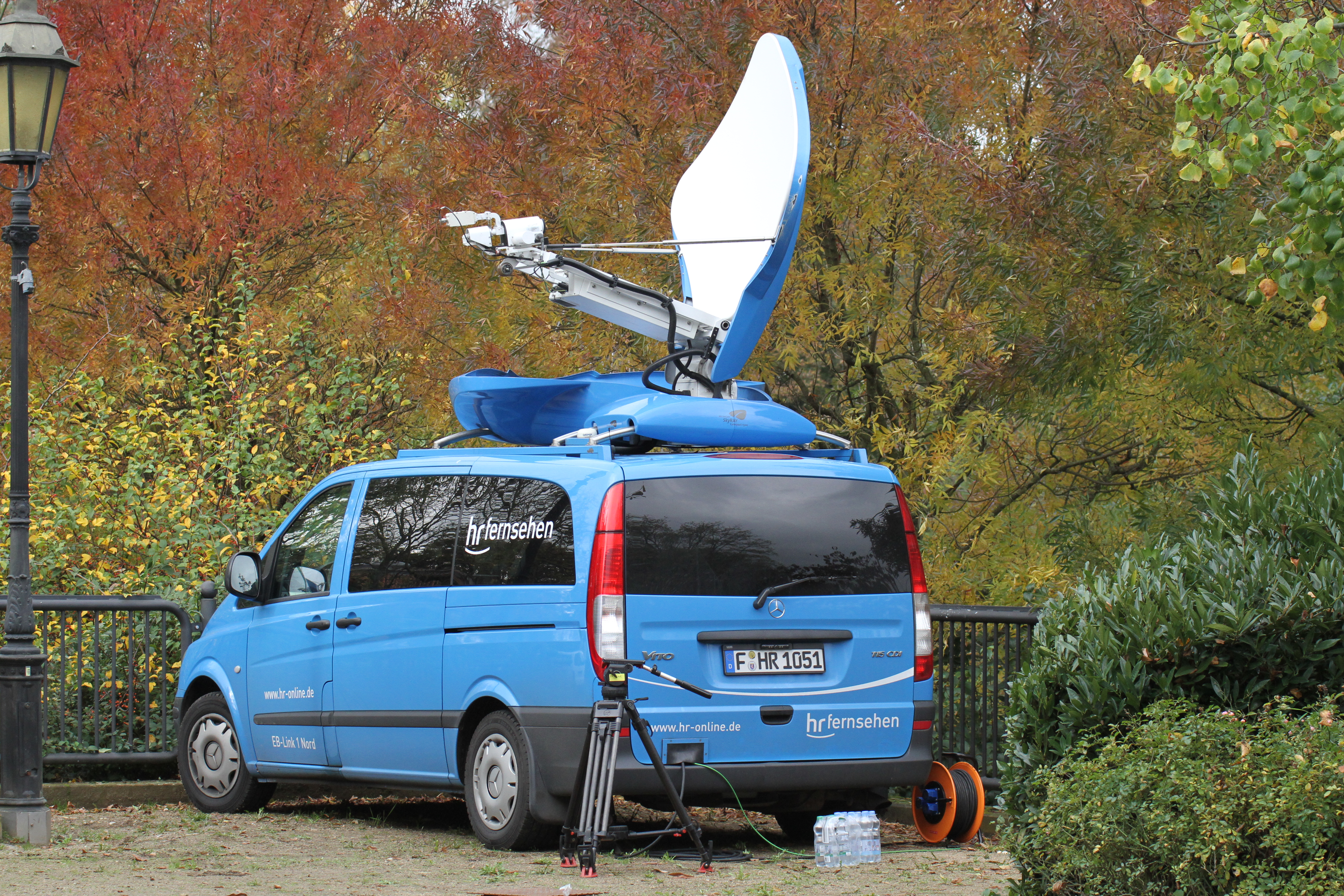
Una Furgoneta similar a la que es utilizada en los aeropuertos

Se trata de un transpondedor montado en una furgoneta Hillman colocado al final de la pista de un aeropuerto. En algunos casos se instalan en sitios fijos y, a mediados de la década de 1950, se utilizaban camionetas Standard 9. Fue integrado en una aeronave Rebecca, está misma respondió transmitiendo puntos a un lado de la pista y guiones al otro. La intensidad de la recepción en el avión dependía de la posición del avión con respecto al eje de la pista. La aviónica del avión podría entonces determinar su posición en relación con estos puntos y rayas dadas por el transponder.
Esta es una versión temprana del localizador del sistema de aterrizaje por instrumentos (ILS) más moderno. El localizador utiliza dos tonos (90 y 150 Hz) modulados en una portadora (108,1-111,95 MHz) y transmitidos en un conjunto de antenas de gran apertura, esto se puede ver en casi todos los aeropuertos al final de la pista, cuyas intensidades (o diferencia en profundidad de modulación) son detectadas por la electrónica de la aeronave y presentan al piloto una indicación para volar hacia la izquierda o hacia la derecha y, de hecho, hacia arriba o hacia abajo con un equipo de trayectoria de planeo ubicado en el mismo lugar (328,6 a 335,4 MHz).[cita requerida]